# برند برگزندورف

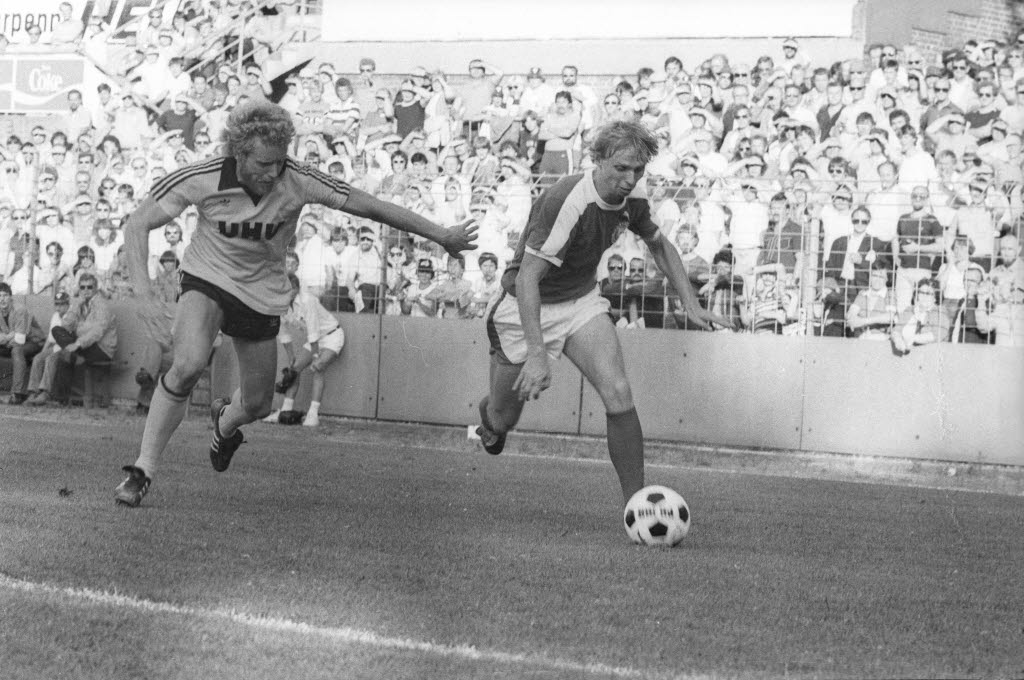
برند برگزندورف پا به توپ، در سمت راست تصویر

برند برگزندورف (انگلیسی: Bernd Brexendorf؛ زادهٔ ۲۱ اکتبر ۱۹۵۴) بازیکن فوتبال اهل آلمان است.
از باشگاه‌هایی که در آن بازی کرده‌است می‌توان به باشگاه فوتبال هولشتاین کیل و باشگاه ورزشی وردر برمن اشاره کرد.